# Ingrid Bisu
Ingrid Bisu (n. 15 septembrie 1987, București, România) este o actriță și producătoare de film de origine româno-germană, cunoscută pentru apariția în filmul dramă-comedie Toni Erdmann (2016), care a fost nominalizat la Festivalul de la Cannes pentru Palme d'Or și de asemenea, pentru cel Mai Bun Film Străin la Premiile Globul de Aur și la Premiile Academiei în 2017.

## Biografie
Ingrid Bișu s-a născut pe 15 septembrie 1987 la București, într-o familie  româno-germană. A crescut în comunitatea germană din România, urmând  grădinița, școala și liceul german din București, și apoi facultatea tot în capitală.
În 2003, la vârsta de 16 ani, Ingrid a avut prima ei ședință foto în revista pentru adolescenți „Cool Girl”, după care a urmat prima ei reclamă TV pentru Orange S. A., care a fost difuzată în Israel și România.

## Cariera în actorie

### 2003-2005
Bisu a avut un rol în serialul TV românesc Căsătorie de Probă unde a jucat rolul lui Flori, o adolescentă deșteaptă.
Ca urmare, a apărut în reviste și interviuri televizate.
Bisu a avut un rol în filmul BloodRayne, film în care a jucat alături de Ben Kingsley. A avut roluri scurte în seriale de comedie, cum ar fi La Bloc și Arestat la domiciliu, producție Pro TV.

### 2006
În 2006, Bisu a jucat rolul lui Alice în serialul TV de dramă O Lume a Durerii, film care prezenta,  la momentul respectiv, luptele adolescentelor din România. Performanța ei a câștigat atenția regizorului Cristian Mungiu, câștigător Palme d 'Or la Festivalul de la Cannes în 2007 pentru filmul 4 Luni, 3 Săptămâni și 2 Zile. El a audiat-o pe Bisu pentru rolul lui Viviana în seria Amintiri din Epoca de Aur. Seria a fost nominalizată de șase ori la Festivalul de la Cannes.

### 2007-2008
Bisu s-a înscris la Academia de Artă Dramatică Hyperion, din București. În timp ce își urma școlarizare dar își dezvolta și cariera de actriță de film și televiziune, a a obținut rolul lui Naomi în serialul 17, Poveste despre destin (2008), producție Prima TV, un serial despre tineri și repercusiunile drogurilor, violenței și altor abuzuri. În timpul facultății a jucat rolul Biancăi în serialul de comedie Nimeni nu-i perfect.

### 2009-2011
După rolul în filmul de groază Slaughter (2009 film) și comedia de Crăciun Ho Ho Ho (film), Bisu a jucat rolul de Mona/Amie 2 în filmul What War May Bring, regizat de Claude Lelouch.
Următorul ei rol a fost în filmul Portretul luptătorului la tinerețe, regia Constantin Popescu, în care a jucat rolul Matildei Jubleanu, personaj non-fictiv. Filmul spune povestea oamenilor care au militat împotriva regimului comunist, care s-au ascuns în munți și au supraviețuit repercusiunilor pe care le-a avut regimul asupra familiilor lor rămase acasă.
În 2011, Bisu a colaborat cu Cristian Mungiu din nou, în rolul lui Selena, o fată tânără care recurge la prostituție pentru bărbatul pe care îl iubește, în filmul Periferic. Filmul a câștigat 19 premii și nouă nominalizări la festivaluri de film internaționale, printre care Festivalul Internațional de Film de la Locarno, Viennale. În același an, a devenit una dintre cei mai tineri prezentatori de televiziune, pentru activitatea sa în calitate de gazdă și producător al emisiunii naționale de dimineață de pe Kanal D, România (o rețea turcă, care a devenit una dintre cele mai mari rețele de televiziune din România). Cafeaua de dimineata a fost o emisiune de două ore, în direct, dimineața. Bisu a fost creditată cu conceptul de „a face ceva nou în fiecare zi" pentru a crește audiența. La fiecare emisiune, ea îi învăța pe oameni cum să facă ceva singuri sau să prezinte activitățile pe care le-ar putea încerca să le facă.

### 2012-2013
În 2012, Bisu a apărut în filme românești cum ar fi Sunt o babă comunistă, în regia lui Stere Gulea și Roxanne, regia lui Vali Hotea. Ambele filme au avut multe nominalizări. A jucat roul lui Minerva în filmul horror american Dracula: Prințul Întunecat în 2013, alături de actorul Jon Voight. În același an, a apărut în filmul science-fiction The Zero Theorem, regizat de Terry Gilliam, cu Matt Damon și Christoph Waltz. În 2014 a jucat rolul lui Brittany White, gazdă a cinci ore de comedie, live, în mediul online, filmul fiind difuzat în Statele Unite ale Americii sub numele Super Yolo Sho.

### 2014-2016
La începutul anului 2014, Bisu a avut o audiție pentru filmul Toni Erdmann regizat de Maren Ade și a primit roul Ancăi, o tânără deșteaptă asistentă a personajului principal, jucat de Sandra Huller. Filmul a primit peste 56 de nominalizări și 33 de premii, inclusiv cel Mai Bun Film și cel Mai Bun Scenariu, cu Maren Ade numit cel Mai Bun Regizor și actorii Sandra Huller și Peter Simonischek câștigând cea Mai Bună Actriță și cel Mai Bun Actor în 2016 în cadrul Premiilor Academiei Europene de Film.
Filmul a fost, de asemenea,  nominalizat pentru Palme d'Or la Festivalul de la Cannes unde a câștigat premiul FIPRESCI.
A. O. Scott de la The New York Times a descris filmul și performanța lui Ingrid: „La început "Toni Erdmann" — pe departe cea mai amuzantă comedie germană, de aproape trei ore, pe care o veți vedea vreodată — este o scurtă discuție, realizată într-un mediu steril, într-o clădire modernă de birouri din București, despre sensul cuvântului englezesc „performanță”. Pentru Anca (Ingrid Bisu), o tânără româncă angajată de către o firmă de consultanță internațională, se referă la modul în care ea își face treaba și, mai mult decât atât, la capacitatea ei de a se supune normelor și protocoalelor de la locul de muncă din mediul corporatist. Șeful ei, explică ea, îi dă o mulțime de feedback-uri, care sunt în mod clar un eufemism." Filmul a obținut o nominalizare pentru cel Mai Bun Film Străin la Globurile De Aur în februarie 2017. Succesul filmului Toni Erdmann a culminat, în 2016, cu un Premiul Oscar, fiind nominalizat pentru cel Mai Bun Film Străin.

### 2017–prezent
Bisu s-a alăturat echipei filmului de groază și supranatural, The Nun, producție New Line Cinema și pentru filmul Prestidigitație 2, film în care joacă rolul călugăriței Oana. Filmările au loc în prezent și va avea premiera în iulie 2018.